# Divoká Šárka
Přírodní rezervace Divoká Šárka se nachází na skalnatých úbočích Šáreckého potoka na území městské části Praha 6 – Liboc (mezi soutěskou Džbán a Čertovým mlýnem) a na stepích nad ním, zejména na jeho pravém břehu. Stepi potom přecházejí do rozsáhlého lesa, což tak vytváří jeden z nejrozsáhlejších pražských parků. 
Podle jedné z variant české národní pověsti Dívčí válka, příběhu o vzpouře českých žen proti mužům, se, v části příběhu o Ctiradovi a Šárce, Ctirad stane obětí léčky v podobě spoutané Šárky a nešťastná Šárka skončí svůj život skokem ze skály, nazývané od té doby Dívčí skok. Celé údolí se po ní nazývá Šárecké údolí nebo také Šárka.

## Historie
Nejstarší archeologické nálezy kostí zvířat dokládají přítomnost člověka již od paleolitu, kdy byl hlavním zdrojem obživy lov zvěře a sběr plodů. Člověk začal zasahovat do vývoje zdejší vegetace od období neolitu, kdy došlo k trvalému osídlení rolnickému a pasteveckému. Z tehdejšího sídliště na Šestákově skále byly získány nálezy keramiky, podle kterých byla závěrečná fáze kultury s lineární keramikou nazvána šáreckým typem. V době bronzové se zde nalézalo významné sídliště knovízské kultury. Kolem 6. století došlo k příchodu Slovanů na toto území a k jeho následnému osídlení. V 7. až 9. století se nad soutěskou Džbán nalézalo slovanské výšinné hradiště o rozloze přibližně tří hektarů a v jeho bezprostředním okolí velké dvacetihektarové předhradí, které se dělilo na vnitřní a vnější. Pozůstatky hradiště a předhradí jsou v krajině patrné i dnes. Tvoří jej valy, dnes již povětšinou zarostlé vegetací. V roce 1995 bylo hradiště vyhlášeno za národní kulturní památku pod názvem Hradiště Šárka. Je jednou z devíti národních kulturních památek na území Prahy.

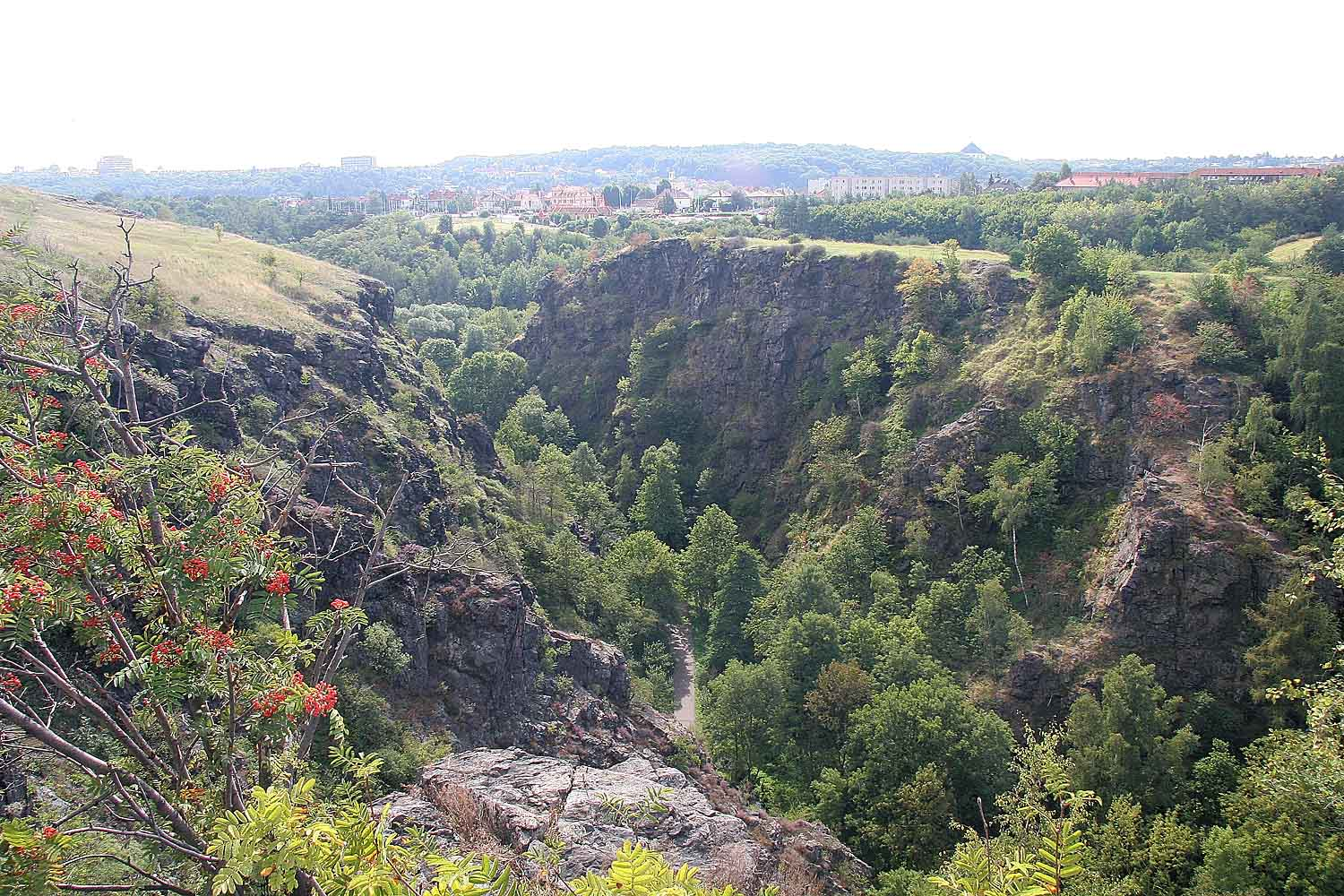
Údolí Džbán a pohled na Evropskou ulici

Na území ve středověku postupně mizely lesy a odlesněné plochy člověk postupně přeměňoval na zemědělsky využívanou půdu – na pole, sady, vinice a pastviny. Jedinými, téměř nedotčenými plochami, byly zdejší skalní stepi.
Až do konce 19. století bylo území téměř bezlesé, rozloha lesa byla asi čtvrtinová oproti dnešku. V této době započalo umělé zalesňování okolí. Území bylo zemědělsky využíváno až do začátku druhé světové války. Po válce došlo ke změně socioekonomických poměrů a území se přestalo zemědělsky využívat. Započalo nekontrolované šíření expanzivních druhů bylin a zarůstání teplomilných trávníků křovinami a náletovými dřevinami. Dochází k další vlně umělého zalesňování nepůvodními druhy dřevin.

## Důvod vyhlášení
Přírodní rezervace byla vyhlášena na ochranu významného geomorfologického celku zahrnujícího hluboké údolí proříznuté Šáreckým potokem v tvrdých buližníkových skalách včetně zbytků teplomilné skalní vegetace na slunných jižních svazích a chladnomilné vegetace na zastíněných severních svazích. Divoká Šárka se jako unikátní prvek pražské přírody, a to jak z geologického, tak i botanického, nebo zoologického hlediska, stala první přírodní památkou vyhlášenou na území metropole.

## Geomorfologie
Území PR tvoří mohutné skalní útvary s názvem Džbán a jsou tvořeny buližníkovými horninami. Buližníkové těleso je z období starohor, tedy přibližně 600 milionů let staré. Skalní útvar je rozdělen hlubokou soutěskou, která byla vytvořena působením vodní eroze Šáreckého potoka. Soutěska Šáreckého potoka v tvrdých buližnících je výsledkem odnosných pochodů, které probíhaly po celé období kvartéru. Údolí Šáreckého potoka dělí těleso na dva jednotlivé skalní masivy – na Kozákovu skálu a na Šestákovu skálu. Za soutěskou Džbán se údolí pomalu rozšiřuje. Dále po proudu potoka se opět vyskytují buližníky – Dívčí skok a nad levým břehem potoka Nebušická skála. Při cestě od Vokovic je Franciho studánka.

## Flóra

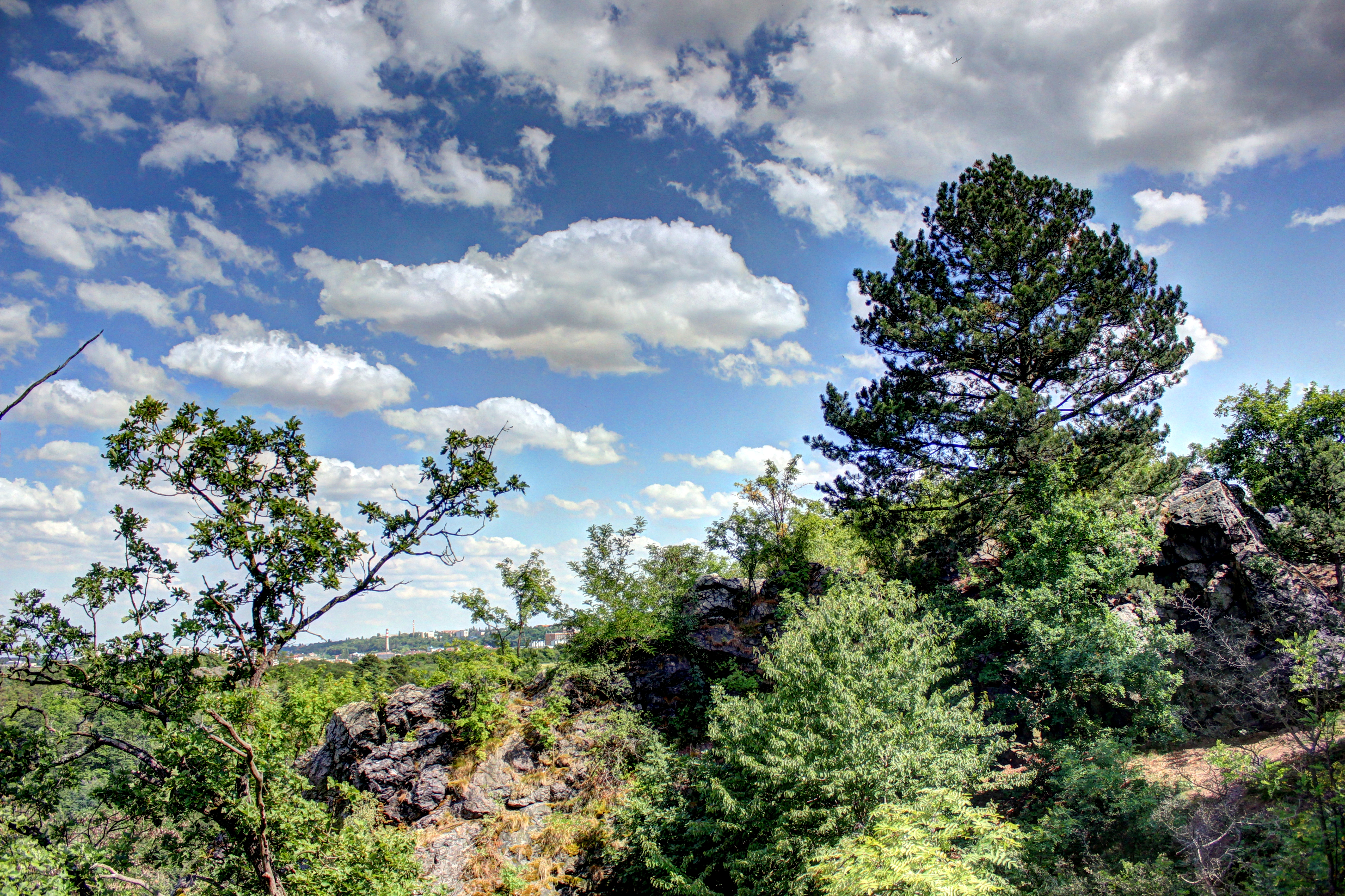
Flora Divoké Šárky

Na území přírodní rezervace se nacházejí rozličná rostlinná společenstva od zbytků lužního lesa v údolí při přirozeném toku Šáreckého potoka přes chladnomilná společenstva kapraďorostů na stinných severních stěnách po tařicová teplomilná skalní společenstva na výslunných jižních skalních srázech. Náhorní plošiny (zejména na Kozákově skále) byly v prehistorické době osídleny a proto se na okrajích skal nachází bohatší rostlinná společenstva obsahující například kavyl Ivanův, smělek štíhlý, modřenec tenkokvětý, česnek chlumní a jiné rostlinné druhy. Na samotných buližnících, tj. na Nebušické skále (Žabáku) a Dívčím skoku, roste zakrslá doubrava s vřesem a metličkou křivolakou.

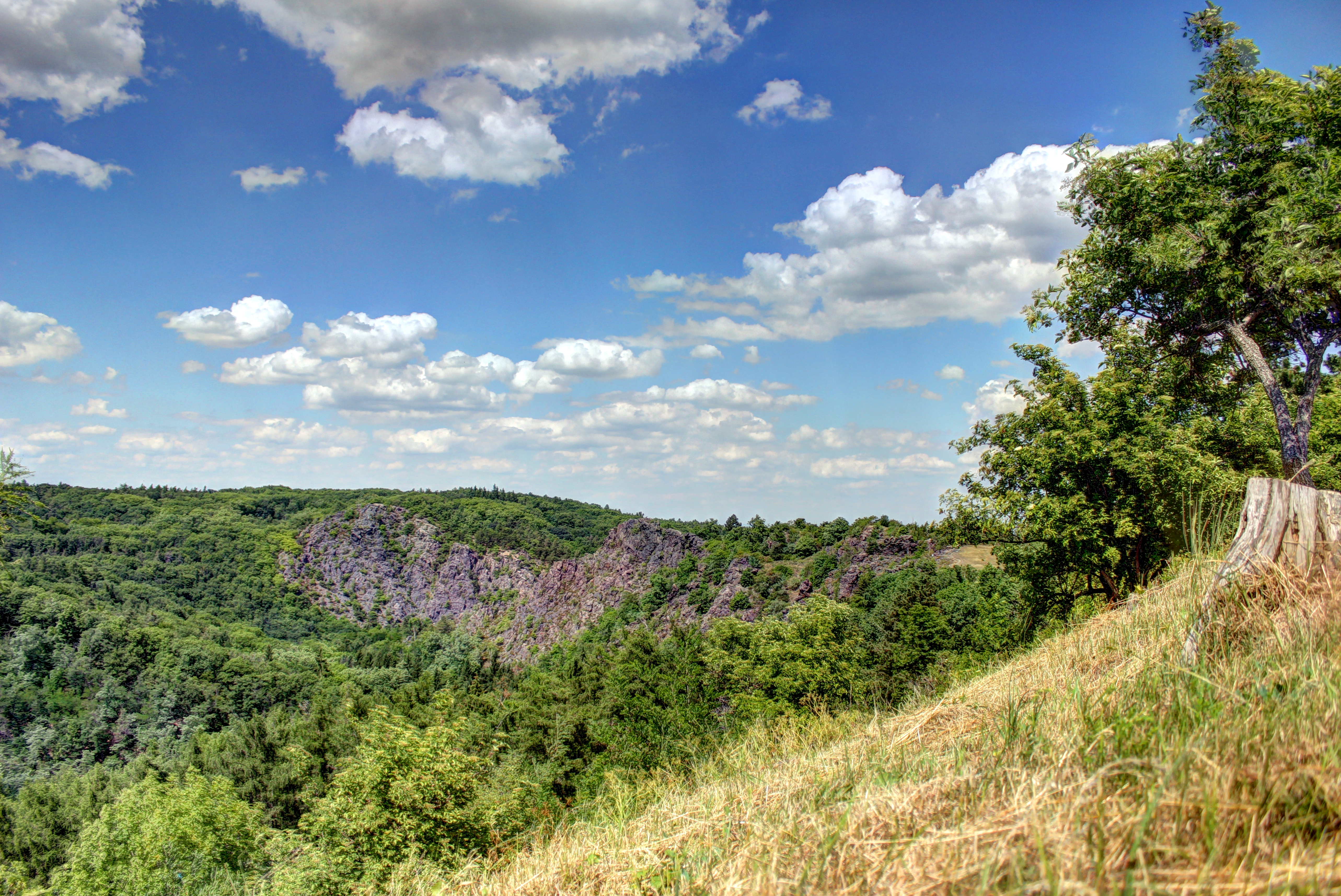
Flora Divoké Šárky

Na skalách jsou zastoupeny převážně druhy jako kostřava sivá, tařice skalní, česnek chlumní horský, pryšec chvojka, rozchodníky, křivatec český pravý a modřenec tenkokvětý. Ve skalních štěrbinách se daří osladiči obecnému, papratce samičí, kapradi osténkaté, šťavelu kyselému, bice bělavé, smrku ztepilému a jeřábu ptačímu. Dále se zde vyskytuje z xerofilních druhů brslen evropský, růže šípková, Hloh, skalník celokrajný, trnka obecná Okolo skal se nachází suťové lesy, na kterých roste javor mléč, javor klen, jasan ztepilý, kopřiva dvoudomá, hluchavka bílá, hluchavka skvrnitá, či bika bělavá. V oblasti suchých vřesovišť nížin a pahorkatin jsou zastoupeny převážně druhy vřes obecný, metlička křivolaká a chmerek vytrvalý. Na lokalitě se taktéž vyskytuje kostřava walliská, kostřava sivá, strdivka sedmihradská, divizna knotovkovitá, čistec přímý a mateřídouška panonská.

## Mykoflóra
Na území se vyskytuje řada hub včetně vzácných druhů. Teplomilný hlívovník olivový (Omphalotus olearius), pavučinec Kazimírův (Cortinarius casimiri), bedlička hranostajová (Lepiota erminea), bedla špičkovitá (Lepiota oreadiformis), trepkovitka Phillopsova (Melanotus phillipsii), helmovka malovaná (Mycena pseudopicta), holubinka zlatá (Russula aurata). Z hřibovitých zde roste hřib uťatovýtrusý (Xerocomus porosporus) a parazitický hřib příživný (Pseudoboletus parasiticus). Dále žaludice lysá (Disciseda calva) a pýchavka závojová (Lycoperdon mammiforme). Na vrcholu Kozákovy skály byl objeven lišejník Epigloea medioincrassata.

## Fauna
Území rezervace je na svých výslunných stráních významným útočištěm teplomilných stepních a lesostepních druhů hmyzu a měkkýšů, zatímco ve stinných oblastech žijí chladnomilné horské druhy. Rovněž je zde bohaté zastoupení obratlovců od ryb přes obojživelníky, plazy až po savce a ptáky. Bylo zde nalezeno přes 80 druhů ptáků.

## Fotogalerie

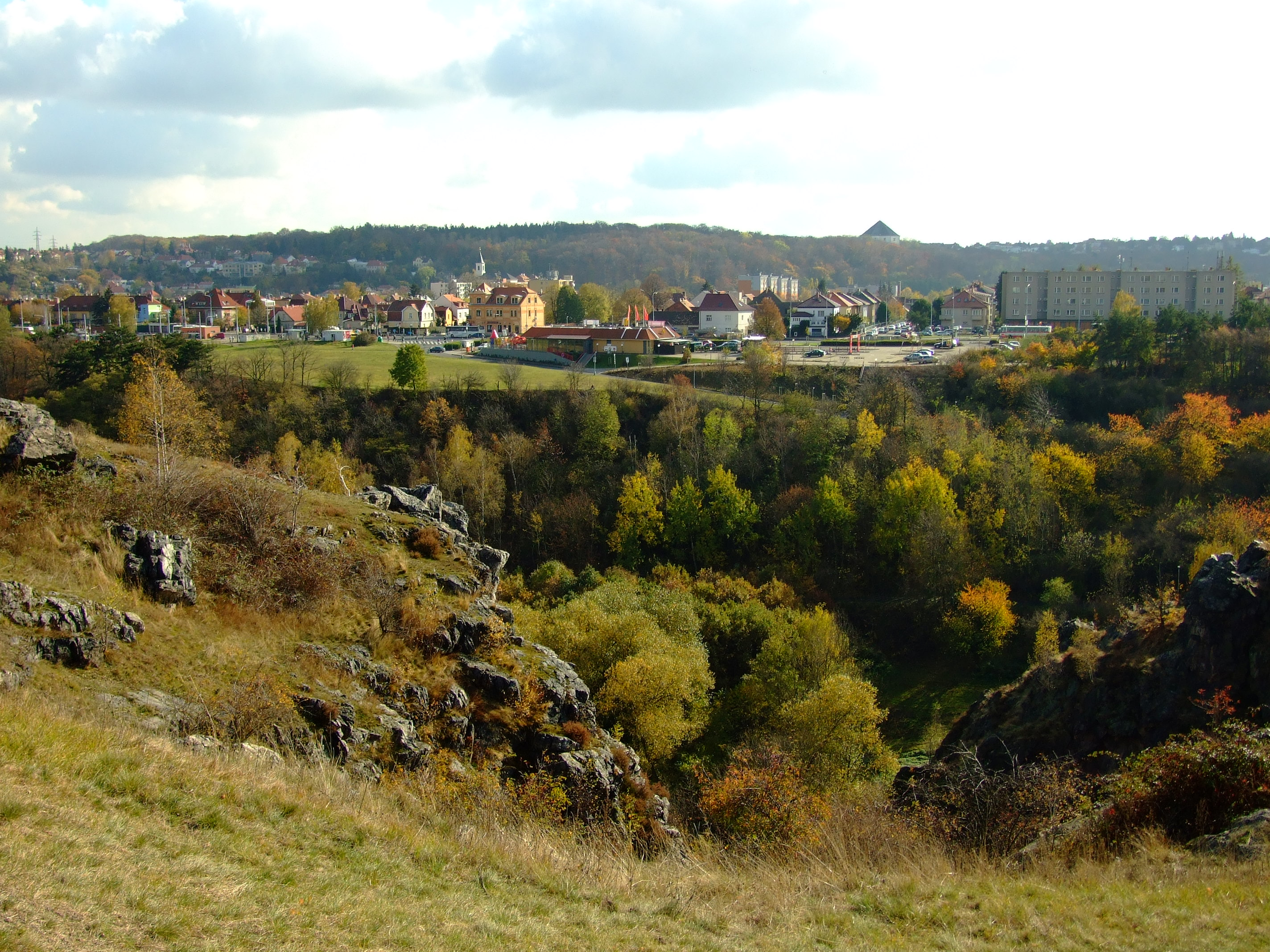
Pohled na Liboc (v pozadí letohrádek Hvězda) přes soutěsku Džbán
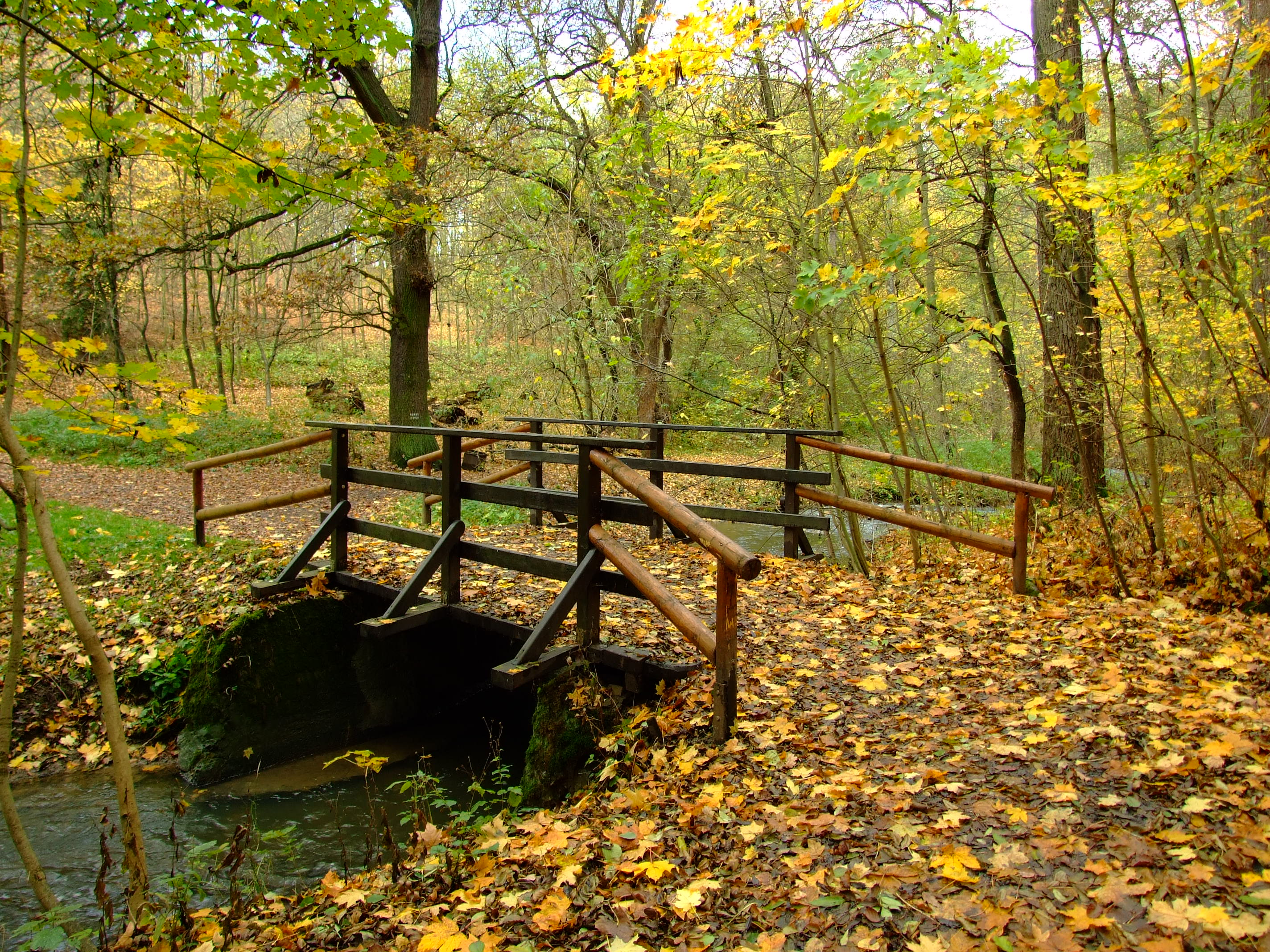
Podzimní Divoká Šárka
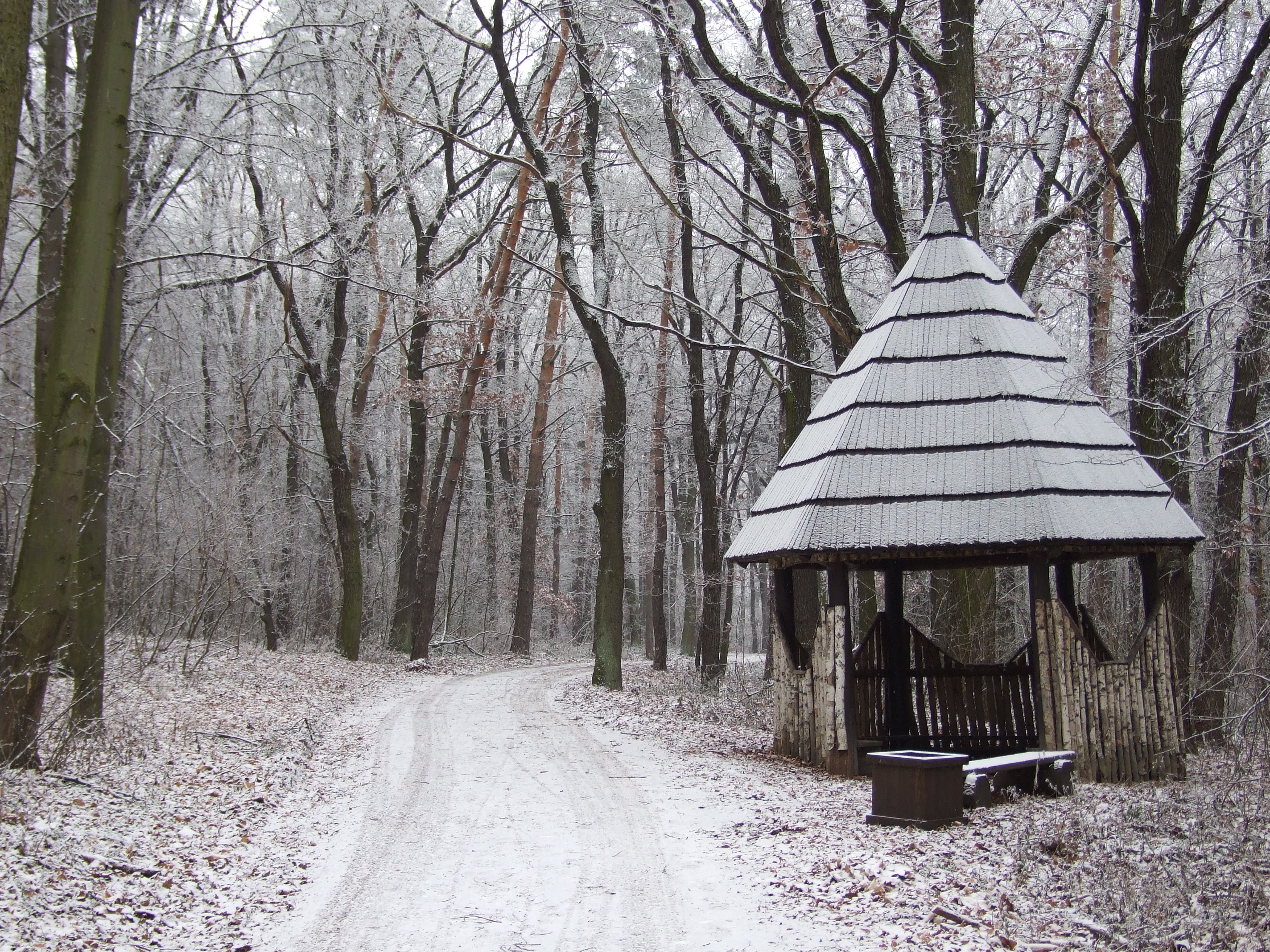
Zimní Divoká Šárka
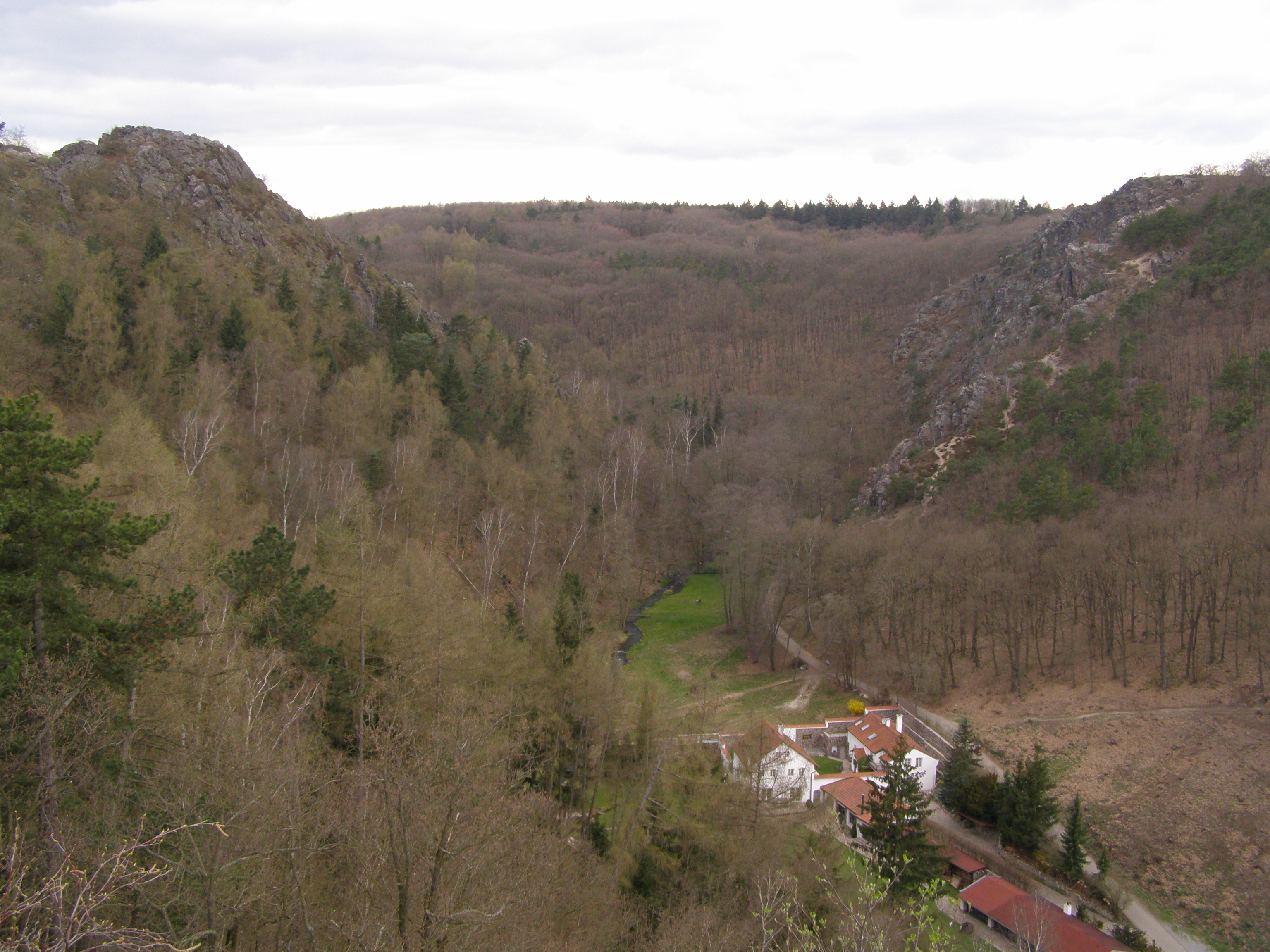
Skalní masivy Dívčí skok (vlevo) a Žabák, dole usedlost Čertův mlýn
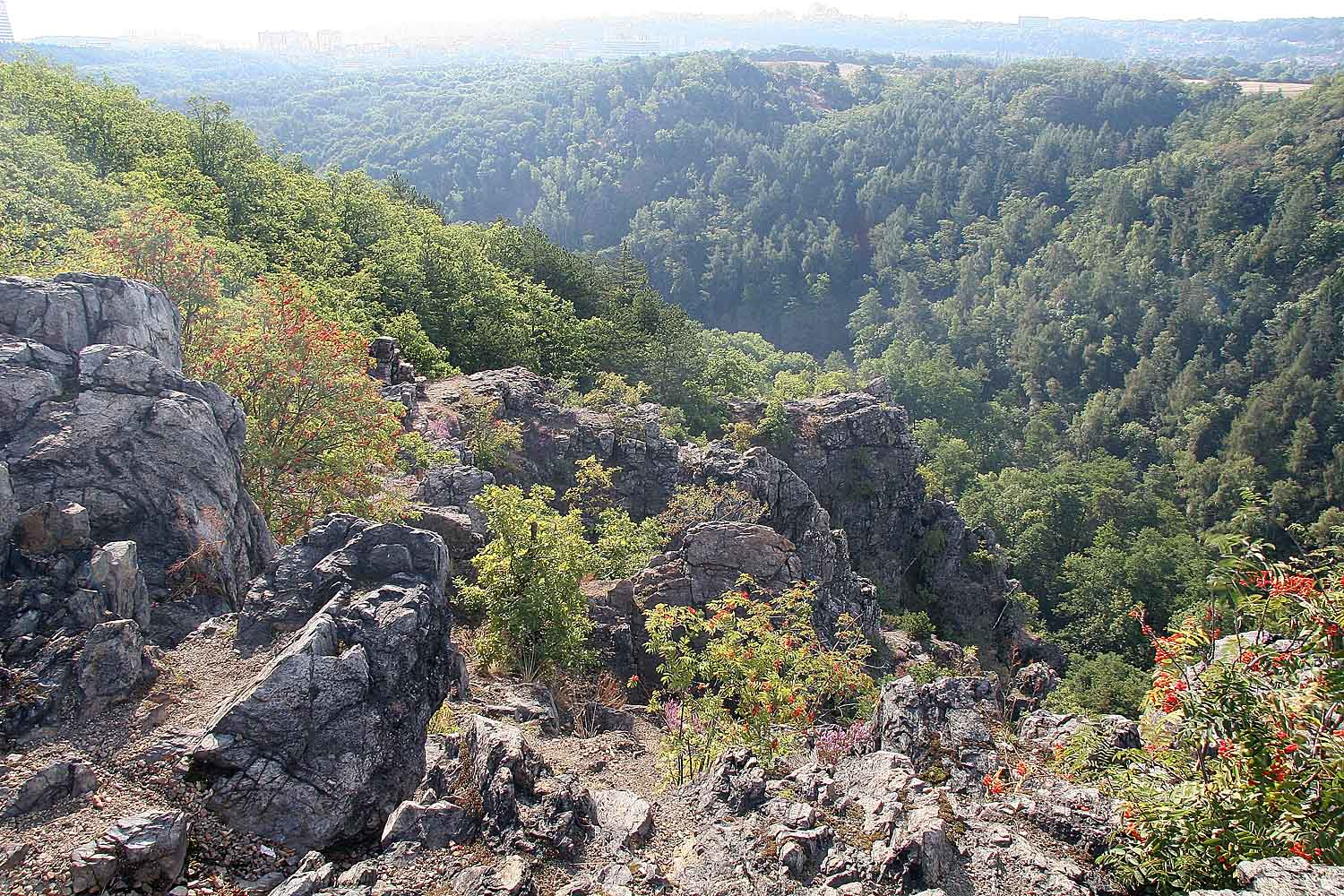
Nebušická skála
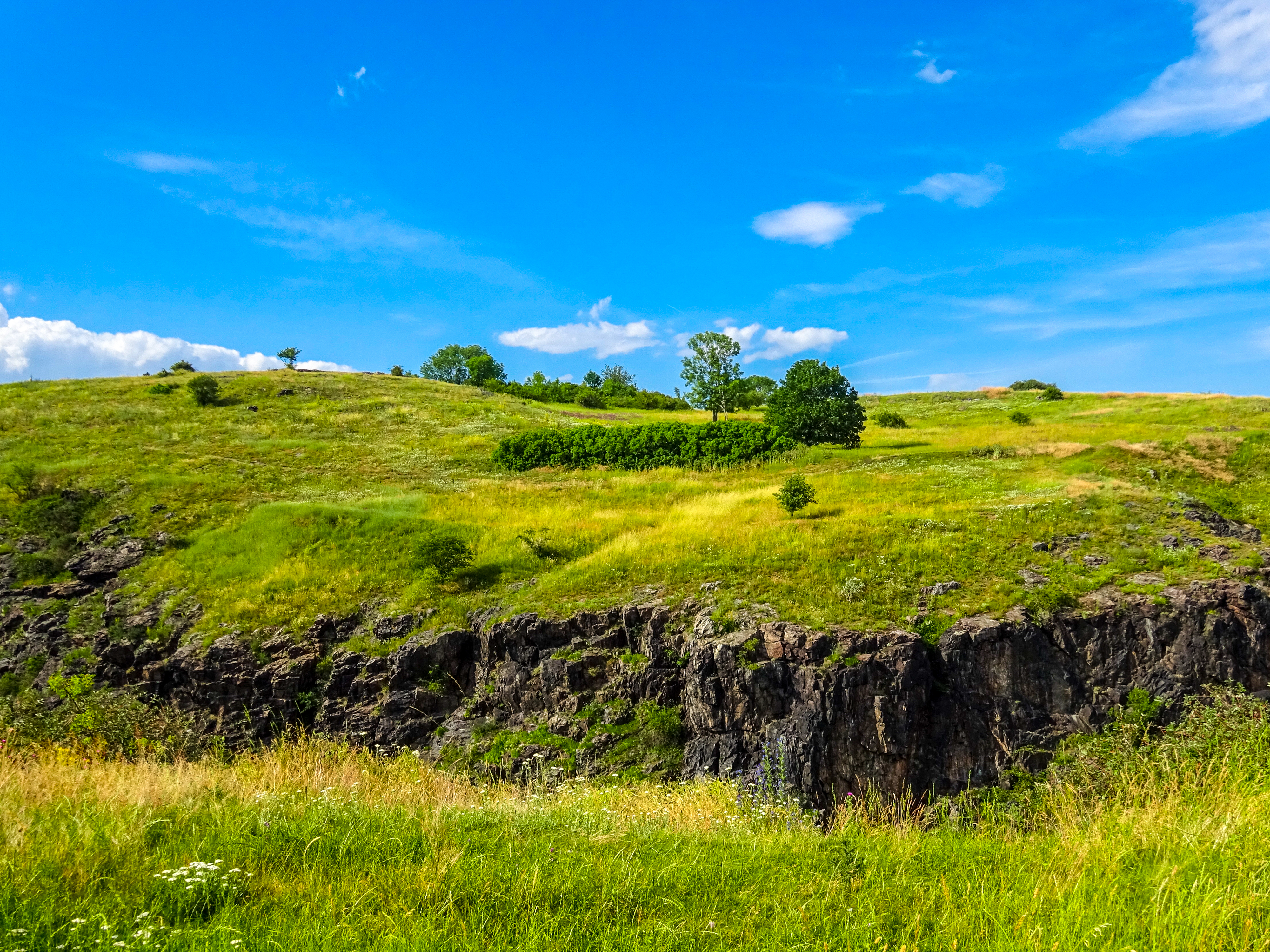
Divoká Šárka. Červen 2019

## Horolezectví
Počátky horolezectví v oblasti Divoké Šárky sahají do období na přelomu 19. a 20. století, kdy se zde lezci zpravidla připravovali na velehorské výstupy. Původní fixní jištění skobami, které zde zanechali prvovýstupci, je postupně vyměňováno za lepené borháky. V oblasti je více než sto lezeckých cest od stupně obtížnosti 3 až po stupeň 7 podle klasifikace UIAA.

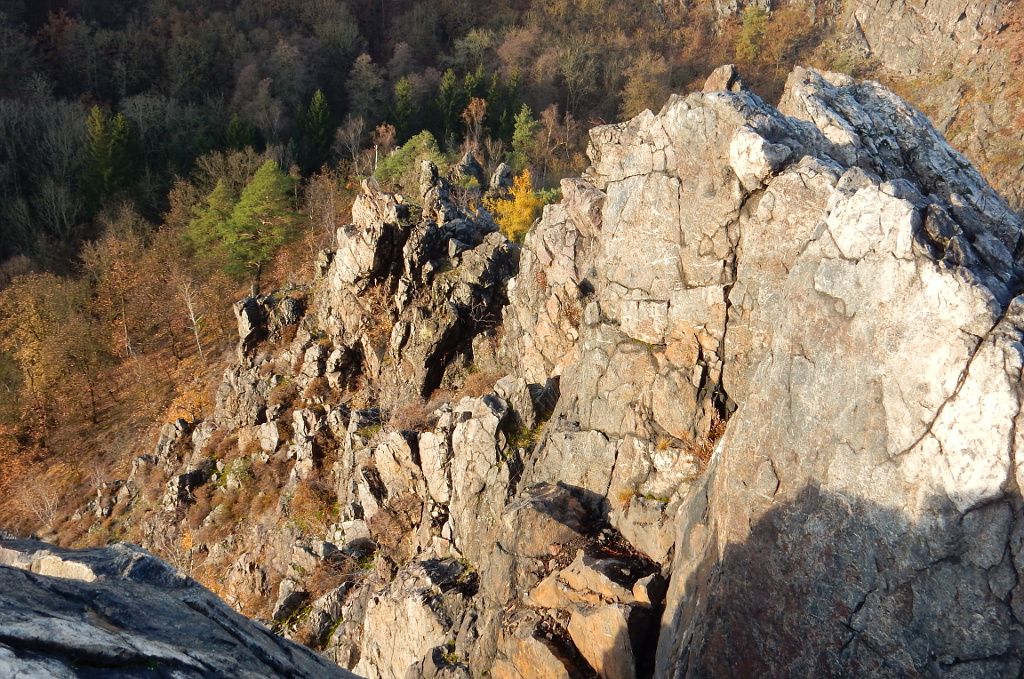
Severozápadní hřeben Dívčího skoku

Horolezecky významné skály (výpis od jihu k severu):
- Soutěska Džbán[6] – severní stěna kaňonu Šáreckého potoka pod přehradou Džbán; Džbán se nazývá také nejvyšší vrch celého skalního útvaru ve výšce 363 metrů nad mořem.
- Brenta[7] – západní úbočí zakončené skalní věžkou nad koupalištěm Divoká Šárka
- Dívčí skok[8] (též zvaná Koruna Šárky) – jižní, západní a severní skalní stěny dominantního vrcholu nad stejnojmennou restaurací
- Půlnoční skála – v údolíčku severovýchodně vedle vrcholu Dívčího skoku
- Žabák[9] – mohutný skalní masiv v jihozápadním úbočí nad Šáreckým potokem mezi restaurací Dívčí skok a Čertovým mlýnem
- Hřeben Černých věží[10] – na severozápadě těsně přiléhá k Žabáku
- Čertovy nohavice – samostatná skála v mírném jižním svahu nad Čertovým mlýnem
- Poslední skála – samostatná skála v severním svahu nad suťovištěm u Čertova mlýna